# Museum Bergér

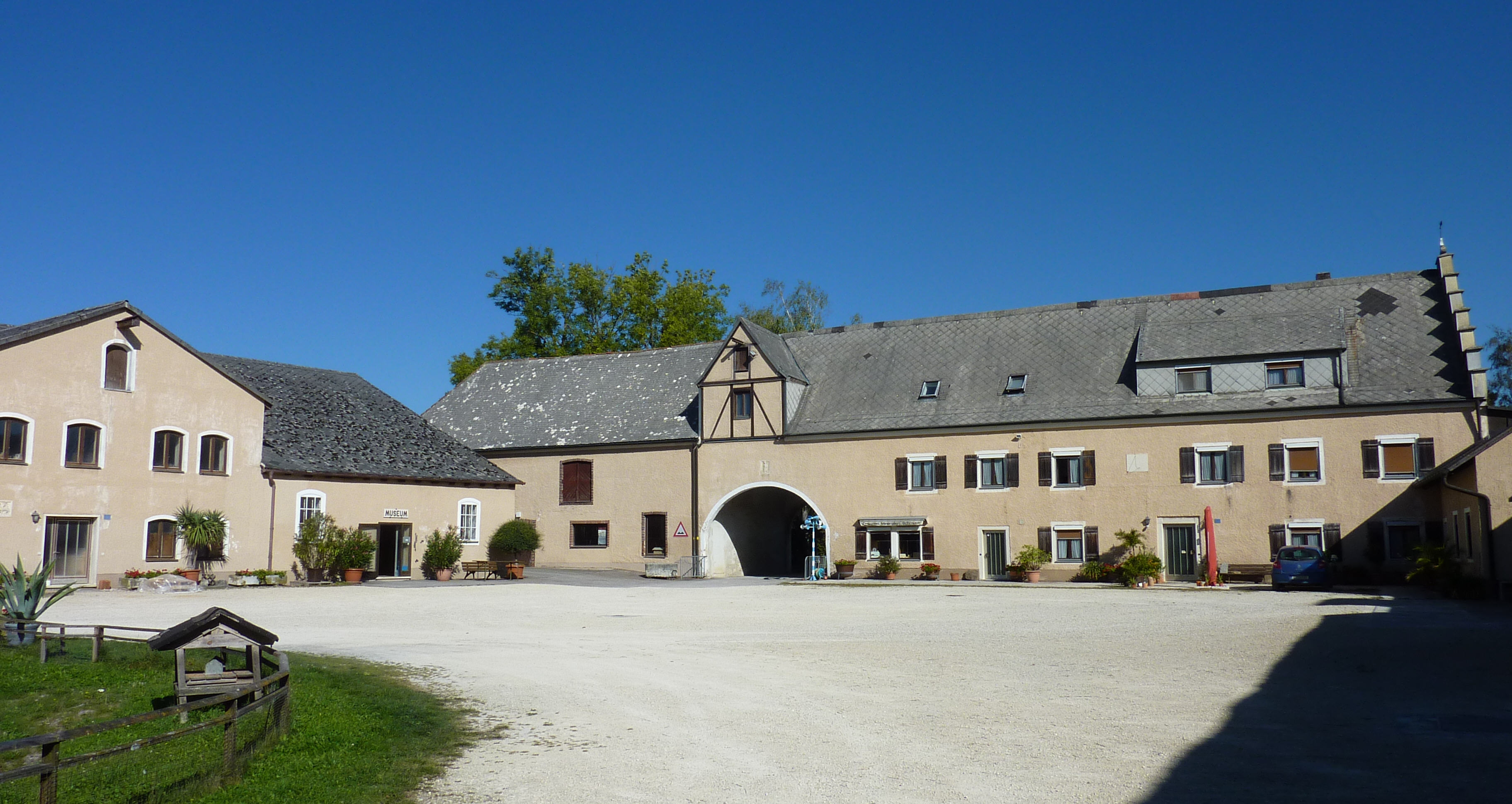
Der Harthof

Das Museum Bergér ist ein paläontologisches und geologisches Museum im Weiler Harthof, einem
Ortsteil der oberbayerischen Gemeinde Schernfeld im Landkreis Eichstätt.
Das Museum wurde durch die Familie Bergér im Jahr 1968 gegründet, welche auch den angrenzenden Steinbruch auf dem Blumenberg, eine klassische Fossilfundstätte, betreibt. Es werden vorrangig Jura-Fossilien im Solnhofener Plattenkalk aus dem Steinbruch Blumenberg ausgestellt. Es sind aber auch weitere Fossilien und auch Lithografiesteine zu sehen.

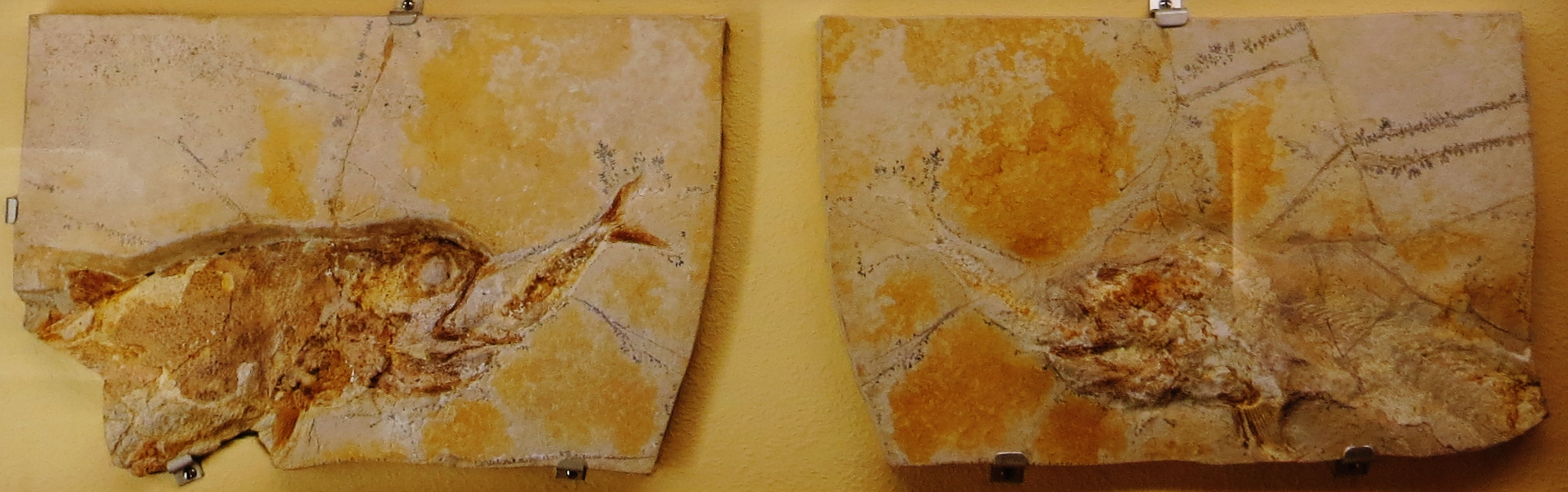
Exponate Fischfossilien